# Abraxas ischnophragma
Abraxas ischnophragma är en fjärilsart som beskrevs av Louis Beethoven Prout 1929. Abraxas ischnophragma ingår i släktet Abraxas och familjen mätare. Inga underarter finns listade i Catalogue of Life.